# Mochlosoma mexicanum
Mochlosoma mexicanum är en tvåvingeart som först beskrevs av Macquart 1851.  Mochlosoma mexicanum ingår i släktet Mochlosoma och familjen parasitflugor. Inga underarter finns listade i Catalogue of Life.